# Bismuth
Cet article concerne l'élément chimique, le corps simple et les composés correspondants. Pour les autres significations, voir Bismuth (homonymie).

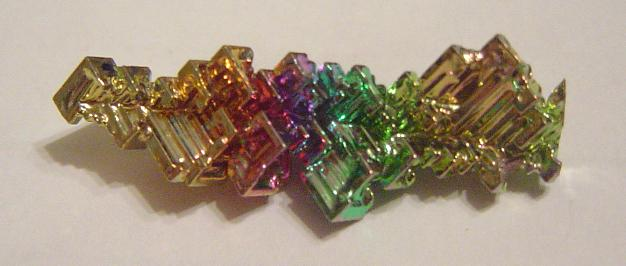
Cristaux oxydés de bismuth.

Le bismuth est l'élément chimique de numéro atomique 83, de symbole Bi. C'est le cinquième et dernier élément du groupe des pnictogènes (groupe no 15). Il est toxique mais moins que le plomb qu'il tend donc à remplacer pour certains usages, et ce n'est pas un oligo-élément : il n'a aucun rôle physiologique connu. Réputé très faiblement présent dans les organismes animaux, sa cinétique environnementale et dans les organismes a été peu étudiée (contrairement à celle d'autres métaux lourds proches).
Il peut être théoriquement rapproché du phosphore P, de l'antimoine Sb et de l'arsenic As, appartenant au groupe 15, mais aussi de l'étain Sn et du plomb Pb appartenant au groupe 14. Les éléments successifs du groupe 15 (azote N, phosphore P, arsenic As, antimoine Sb et bismuth) montrent une tendance croissante à former des sulfures stables plutôt que des oxydes : le bismuth est nettement chalcophile.

## Histoire
Cet élément rare, dont le corps pur (bismuth natif) et les principaux composés étaient relativement bien reconnus, surtout dans les principaux centres miniers européens au moins depuis la fin du Moyen Âge, était alors distingué de l'antimoine natif avec lequel il semblerait avoir été fréquemment confondu au cours de l'Antiquité, au point de tirer son nom d'une adaptation de l'arabe bi' ’ithmid signifiant "proche de l'antimoine".
Il a été décrit avec précision et identifié en 1753 par le chimiste Claude Geoffroy le Jeune qui l'a séparé du plomb. Le symbole chimique Bi a été proposé par le chimiste suédois Berzelius en 1814.
Il a été longtemps considéré par les physiciens comme le dernier élément stable de la classification.
Ses effets toxiques (du corps simple et de ses composés) semblent avoir été longtemps confondus avec ceux du plomb ou de l'étain.
Selon le CNRS, « le Bismuth (Bi) est resté peu étudié dans l’environnement. Pourtant, des études récentes indiquent que les organismes vivants sont affectés par exposition au bismuth (réduction du métabolisme des spermatozoïdes chez l’homme, effets nocifs sur la reproduction du ver de terre et la croissance des plantes) ».
Sa présence dans l’environnement a beaucoup augmenté depuis la révolution industrielle, et plus précisément depuis que l'on brûle du charbon et qu'on l'utilise comme additif métallurgique, dans divers alliages, et dans les industries de la chimie et de la pharmacochimie notamment). Récemment (2023) le CNRS a mis en évidence dans des carottes de glace du Mont-blanc provenant du Col du Dôme, la trace d'un énorme pic de pollution de l'atmosphère européenne par le Bismuth pendant la Seconde Guerre mondiale. Cette pollution, ainsi que sa corrélation avec l'époque du second conflit mondial semble pouvoir être expliquée par l'usage d'une grande quantité de bismuth comme additif de l’acier et de l’aluminium (l'ajout de bismuth rend leur usinage plus facile, ce métal était alors aussi très utilisé comme alliages à bas point de fusion pour les fusibles de sécurité des circuits électriques). La pollution par le bismuth diminue après 1970 grâce aux filtres installés dans les fonderies. Il en va de même pour les années 1920 durant lesquelles les émissions par la métallurgie dominent toujours celles dues à la combustion du charbon.
Les carottages de glace montrent que la pollution a été maximale entre 1935 et 1945. Ceci pourrait être dû aux usages « militaires » du bismuth durant la guerre d’Espagne et durant la 2ème guerre mondiale, pour les besoins de l'industrie de l’aviation (aluminium), pour les fusibles de décompression de gaz pour les obus et pour les réservoirs de carburants d’engins militaires.

## Généralités physicochimiques
Le corps simple bismuth est un métal pauvre blanc d'argent, à reflet rougeâtre brillant, dur et cassant, dont tous les sels et les vapeurs sont toxiques.
Sa structure électronique atomique correspond à [Xe] (4f)14 (5d)10 (6s)2 (6p)3. Un don ou un enlèvement d'électrons de même statut quantique, si on excepte le spin, justifie les degrés d'oxydation +3 et +5, le premier degré étant bien plus fréquent dans ses composés car le second est contré par l'effet à l'inertie du doublet s, allié à sa remarquable symétrie sphérique. Le rayon ionique de l'ion Bi3+ avoisine 1,2 Å et celui de l'ion Bi5+ se réduit à 0,74 Å.
La phase liquide du bismuth est plus dense que sa phase solide, propriété rare qu'il partage avec l'eau et le Silicium. A ce titre il est souvent allié avec le Plomb, la dilatation de l'un et la contraction de l'autre se compensant.

## Isotopes
Le bismuth possède 35 isotopes connus, de masse atomique variant entre 184  et   218 u. Il n'a cependant qu'un seul isotope naturel réellement présent dans la nature, le bismuth 209, ce qui fait du bismuth un élément mononucléidique. On a longtemps considéré cet isotope comme stable, et donc considéré qu'il était le plus lourd des isotopes stables, et le produit final de la chaîne de désintégration du neptunium 237 (ou du plutonium 241). En réalité il a été montré à l'Institut d'astrophysique spatiale d'Orsay en 2003 qu'il était radioactif avec une demi-vie considérable, de 19 × 1018 années, soit plus d'un milliard de fois l'âge de l'Univers.
Sa nature instable avait été prévue théoriquement. Il se désintègre par transition α d'énergie 3,14 MeV pour donner du thallium 205, stable. Sa très grande demi-vie le fait encore considérer comme stable dans toutes ses applications (on dit qu'il est quasi stable) mais cette découverte est scientifiquement importante dans la mesure où elle valide des prévisions théoriques. L'élément le plus lourd possédant au moins un isotope stable est donc le plomb.

## Fabrication, production
Fabriqué semi-industriellement dès les années 1860 à partir de ses minerais sulfurés (bismuthinite essentiellement) ou à défaut avec ses minerais oxydés associés, il ne fait plus aujourd'hui l'objet d'une production spécifique ; depuis plus d'un siècle c'est un co-produit du raffinage du plomb, moindrement du cuivre, de l'étain, de l'argent, de l'or, et surtout du tungstène.
Dans les années 1990, le minerai provenait principalement de trois pays (Bolivie, Mexique, Pérou), mais le Japon et le Canada, et moindrement l'Espagne et l'Allemagne, sont des acteurs industriels pour sa production (environ 10 000 tonnes/an dans le monde). Les premiers pays ne disposaient pas tous des équipements en 1990 pour traiter les minerais de bismuth, d'abord l'enrichissement par flottation, puis le grillage des sulfures et leur réduction au carbone, pour finir par l'obtention du bismuth par fusion oxydante. Outre la voie thermique par fusion de zone, le bismuth métal raffiné et pur à plus de 99 % en masse peut être obtenu par électrolyse.
En 2010, la mine bolivienne de Tasna et le site chinois de Shizhuyuan (en) seraient les seuls centres d'extraction menant à une exploitation du bismuth comme produit principal. La Chine, premier producteur mondial en 2010, le récupère essentiellement au cours de la flottation des minerais de wolframite.

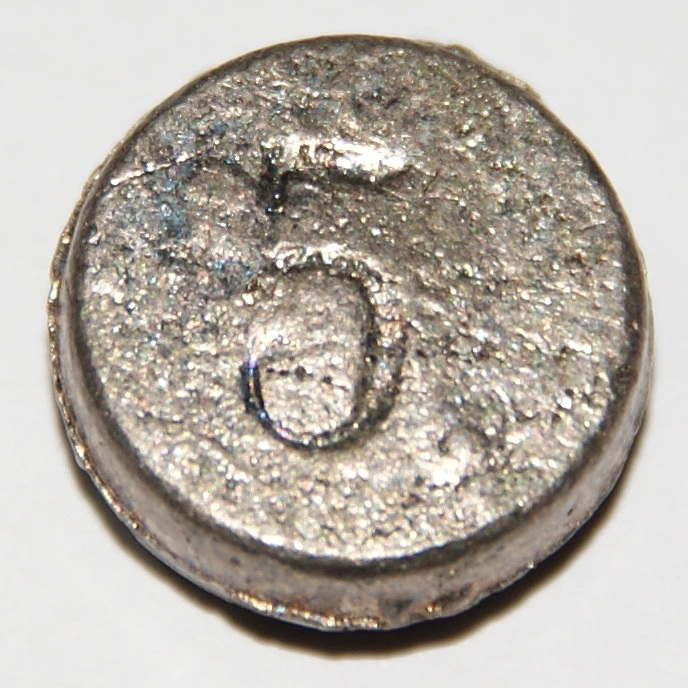
Lingot de 5 grammes et 1,2 cm de diamètre, poinçonné 5.
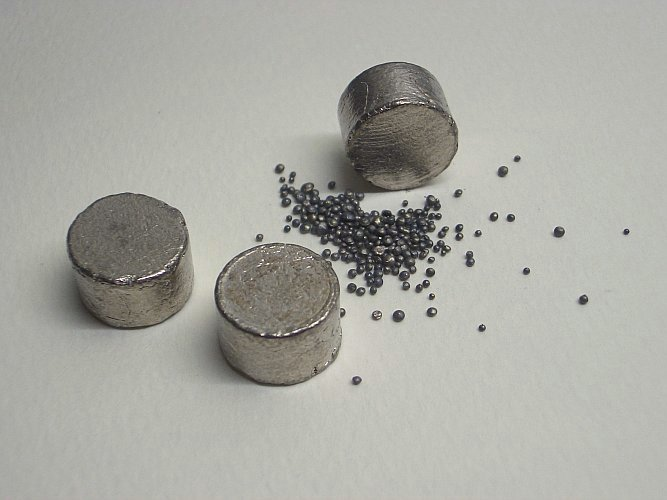
Boulettes et cylindres de Bi métal.
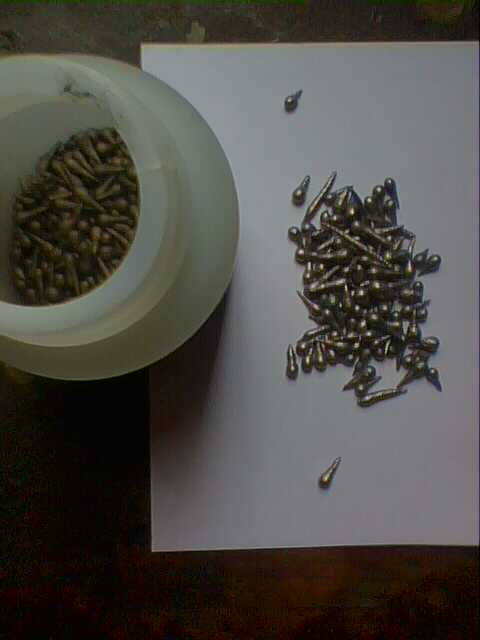
Gouttelettes de bismuth commercial à 99 %.

## Présence dans l'environnement
En tant que métal rare (73e élément de l'écorce terrestre en termes d’abondance), il est naturellement très peu présent dans l'environnement. Étant peu soluble il y est supposé peu mobile, mais certaines formes du bismuth sont volatiles. Son cycle biogéochimique est très mal connu. Comme ce n'est pas un métal recherché dans les analyses environnementales de routines pour l'eau, le sol, l'air, ou les aliments, sa cinétique environnementale reste mal connue.

### Dans l'air
On l'y trouve à moins d'1 µg/m3 dans l'air rural ; il y provient principalement des panaches et émanations de volcans et (bien moindrement) de l'érosion des sols. S'y ajoutent depuis quelques décennies des sources anthropiques croissantes (industrie, combustion...).

### Dans les sols
Présent en moyenne à hauteur de 0,048 μg/g dans la croûte terrestre, il est retrouvé en moyenne 0,2 μg/g dans des sols naturels non-contaminés (selon Bowen, 1979). Des fongicides contenant  du  bismuth en sont une source supplémentaire, directement mise en contact avec des cultures alimentaires, de même pour certains engrais en contenant naturellement un peu (engrais naturels ou de synthèse), mais selon Senesi & als en 1979 cette source était encore négligeable comparée aux apports du fond géochimique. Dans l'eau : il est très peu présent dans l'eau de boisson, qui en apporte néanmoins 5  à   20 µg/jour.

### Dans les plantes
Le  bismuth  (qui n'est pas un oligoélément) n'y est présent qu'en très faibles doses, souvent en limite de détection (y compris même parfois chez des plantes ayant poussé sur des sols contaminés (< 0,06 μg/g,). La teneur des plantes en bismuth peut cependant significativement augmenter aux alentours de sites miniers (ex : de 0,01 à 0,18 μg/g selon Li et  Thornton, 1993 qui ont montré que le bismuth est alors surtout présent dans les feuilles, plus que dans les  fruits  ou  les graines (en teneur), et  que  les  facteurs  de transfert  racinaires  sont  très  faibles (10−5 à 10−4).
Dans la nature, le taux de bismuth d'un sol est habituellement si bas qu'il atteint rarement le seuil de la phytotoxicité (qui serait compris entre 1 et 100 ppm en solution nutritive selon Senesi (1979).

### Chez les animaux
Dans la nature, les animaux terrestres et aquatiques sont a priori très rarement contaminés, mais la contamination de l'environnement par le bismuth augmente rapidement, et les grenailles de chasse pour certaines composées à 91 % de bismuth sont une nouvelle source de contamination des zones humides où ces cartouches sont utilisées. Quand les industriels ont lancé la production de ces cartouches, très peu d'information était disponible sur les effets du  bismuth sur les animaux et sur les écosystèmes. On ignorait même le taux moyen de bismuth chez les oiseaux (la première étude sur le niveau de fond chez l'oiseau date de 2004), tout comme on ignorait les seuils de toxicité des formes organiques de ce métalloïde pour l'oiseau. Ils ont depuis été un peu étudiés, montrant que les cartouches au plomb contenaient elles-mêmes déjà un peu de bismuth. Des analyses de foie et de muscle de canard contenant une grenaille de plomb ou une balle en plomb ont donné des taux moyens de bismuth dans les foies de 0,05 μg/g en poids sec chez la Sarcelle d'hiver et de 0,09 μg/g chez le Colvert. Une corrélation positive significative a été trouvée entre les taux tissulaires de bismuth et de plomb dans le muscle, expliquée par le fait que le bismuth est un contaminant habituel du plomb.
Selon les données disponibles, ces effets semblent complexes : ainsi d'après Martin-Bouyer (1980) qui avait déjà conclu des données toxicologiques disponibles pour l'Homme, il s'avère que les conséquences toxiques du bismuth ne semblent pouvoir être déduites ni de la dose ni de la durée d’exposition, ce qui est assez inhabituel en toxicologie.
Or, le bismuth est de plus en plus utilisé dans les munitions utilisées pour le gibier d'eau, en Amérique du nord depuis plusieurs décennies, et les prédateurs (dont les chasseurs humains et autres consommateurs de gibier) mangent des animaux qui ont été blessés ou tués à la chasse avec ces grenailles, ou du gibier qui a directement ingéré (comme les oiseaux le font couramment) des grenailles de bismuth comme grit. Une partie du gibier n'est également que blessé à la chasse, et continue à vivre avec des grenailles ou éclats de munitions dans leur organisme (Pamphlett et al. (2000) ont déposé cinq billes de bismuth (grenailles) dans la cavité péritonéale de souris de laboratoire adultes. Ils ont montré que dans l'organisme de la souris, ce bismuth n'est pas aussi insoluble qu'on le pensait : au contraire, ces animaux ont rapidement manifesté une élévation du taux de bismuth  dans  le  cytoplasme  de  plusieurs types  de  cellules vitales (système  nerveux  moteur, cellules tubulaires des reins ; cellules dendritiques du foie et macrophages pulmonaires) avec des conséquences non évaluées pour des animaux à durée de vie plus longue. Il a été confirmé à cette occasion que le bismuth passe très facilement la barrière hématoencéphalique, que les contaminations des organes varie beaucoup selon l'individu et le moment, et les auteurs ont conclu que les gibiers blessés par des grenailles au bismuth pouvaient probablement se contaminer à des taux atteignant en quelques semaines des doses a priori dangereuses pour l'animal. D'autres études, s'appuyant notamment sur une technique récente d'imagerie (autométallographie), chez le rat de laboratoire expérimentalement contaminé laisse penser que le testicule peut aussi être ciblé par le bismuth, qui peut affecter les cellules de Leydig et les macrophages testiculaires, ce qui soulève des questions concernant une éventuelle reprotoxicité,. Les milieux naturels commencent à être enrichis par les millions de grains de grenailles de plomb perdue dans l'environnement à chaque saison de chasse. Selon une étude récente (2008) le bismuth reste disponible sous forme de grit, contamine le sol (surtout s'il est acide) mais semble non contaminant pour la végétation locale, même en milieu acide, et en 2006, il n'y a pas encore de preuve de l'innocuité environnementale et sanitaire de ces munitions .

### Origines (dans l'environnement)
Sa rareté en fait un bon traceur des émissions volcaniques (où il est lié aux sulfures, lesquels sont aussi une donnée d'intérêt pour la météo et le climat mondial) ; on peut maintenant rétrospectivement le retrouver et mesurer ses variations passées (en picogrammes) dans les carottages de glaces polaires ou de dépôts neigeux plus récents. Ses sources volcanique ont ainsi été évaluées à 1200–1700t/an de bismuth élémentaire, ce qui est considérable comparativement aux 40t/an de l'érosion éolienne des continents additionnée des relarguages à partir des sels marins selon Candelone (1995),,.
Vers 1995, l'humanité était responsable d'une contamination supplémentaire de l'environnement à hauteur d'environ un peu moins de 15 t/ de bismuth (soit tous les deux ans un apport dépassant la totalité des apports dus à l'érosion et aux sels marins), mais ces émissions anthropiques sont indiscutablement en augmentation constante depuis plusieurs décennies, et le recyclage du bismuth ne s'est pas développé, et la dispersion de millions de grenailles de chasse en alliage de bismuth et en acier bismuthé (utilisé en remplacement du plomb) va contribuer à accélérer cette pollution émergente. L'utilisation encore croissante de charbon et d'autres combustible fossiles en contenant et le développement de l'activité minière devrait encore accélérer cette contamination environnementale.
S'y ajoutent cependant des sources anthropiques de plus en plus nombreuses ; avec des teneurs localement anormalement élevées dans l'air, les sols, l'eau ou certains aliments. Ces contaminations sont principalement dues à :
- la métallurgie ;
- à certaines activités minières ; en raison de ses affinités géochimiques, on le trouvera plutôt autour des mines de plomb, d'argent, d'étain, mais aussi de cuivre, qui expliqueront une grande partie de sa redistribution anthropique dans les milieux naturels [27] (des teneurs plus élevées en bismuth sont mesurées autour de certaines mines, par exemple jusqu'à 436 μg/g autour d'une mine de cuivre coréenne[16]; et l'industrie et la combustion d'énergies fossiles (on a montré en 2001 qu'il peut avoir été concentré (jusqu'à 5 μg/g dans certains charbons et graphites (où l'on trouve aussi du mercure, du plomb et d'autres métaux indésirables)[28] ;
- certaines activité industrielles (soudure...) ;
- un usage croissant dans les munitions, de chasse notamment, est une source émergente[18].

### Occurrences minéralogique et géologique

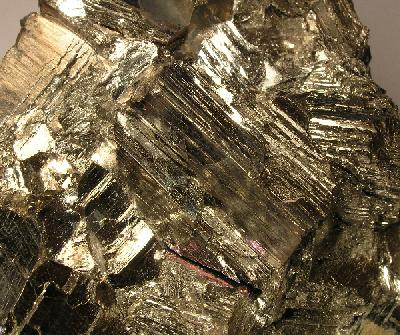
Forme naturelle et rare du bismuth : Cristal natif (ici de 2 cm, associé à la bismuthinite plus jaune et moins brillante, Huallatani, mine du Potosí (Bolivie).

C'est un élément chimique rare de l'écorce terrestre et dont la concentration massique varie de 0,03 g/tonne à 0,2 g/t (car il est plus abondant dans la croûte continentale que dans le manteau).
Les aérosols volcaniques ou de geyser en contiennent souvent un peu plus que le sol car, bien que élément lourd, ses composés halogénés sont très volatils et passent dans les airs pour environ un cinquième en masse dans les zones volcaniques en activité. Le 210Bi, plus encore que le 210Po et le 210Pb, est d'ailleurs un excellent marqueur radioactif des aérosols volcaniques.
Plus encore que l'arsenic ou l'antimoine, l'élément Bi est chalcophile. Il se combine facilement au soufre et à ses voisins sélénium ou tellure, et accompagne fréquemment les autres métaux chalcophiles (plomb, zinc...). Ceci explique que depuis un siècle le débismuthage du plomb produit l'essentiel du bismuth mondial, ne laissant à la récupération des déchets des procédés électrochimiques de raffinage du cuivre qu'environ un dixième en masse. Mentionnons à titre anecdotique au niveau mondial le sous-produit du raffinage de l'étain par scorification ou du traitement de la cassitérite par l'acide chlorhydrique par voie aqueuse à chaud.
Géologiquement parlant, le bismuth élémentaire est condensé dans les veines hydrothermales et les failles hydrothermales de l'écorce terrestre, notamment lors des collisions continentales.
Hormis le rare bismuth natif, ses principaux minéraux à usage de minerai sont la bismuthinite Bi2S3, la bismite Bi2O3α, la bismutite ou bismuthite (BiO)2CO3 ainsi que ses variétés diversement hydratées par exemple du type (BiO)2CO3. 2 H2O, un court moment exploitée à Meymac en Corrèze à la Belle Époque. La tétradymite, l'eulytite ou eulytine Bi4(SiO4)3, la bismuthoferrite ou bismutoferrite FeIII2Bi(SiO4)2(OH), la bismuthotantalite Bi(Ta,Nb)O4, la bismoclite BiOCl en contiennent, sans être des minerais reconnus.
Les minerais de bismuth, sous forme de sulfures et minoritairement d'oxydes et de carbonates, sont très similaires à ceux de l'étain et du plomb. Le bismuth est présent dans une variété de sulfures complexes de cuivre et de plomb, souvent intimement mais le plus communément à l'état de traces sous forme de sulfo-antimoniures et de sulfo-arséniures de cuivre. Il s'est aussi formé hors des veines hydrothermales, dans des roches porphyres aurifères, où l'élément lourd est associé au cuivre et au molybdène.

## Corps simples et composés chimiques
En dehors du bismuth à structure cristalline métallique, empilement atomique, il existe plusieurs bismuths moléculaires dénommés le bismuth atomique Bi, le dibismuth Bi2, le tribismuth Bi3, le tétrabismuth Bi4 et le pentabismuth Bi5.
S'y ajoutent de nombreux composés du bismuth à partir du degré d'oxydation 3 et 5, mais aussi 4 probablement justifié par des associations quantiques d'orbitales inédites. Il existe les sulfures, les oxydes, les oxydes complexes dont le ferrite de bismuth, les hydroxydes, les oxychlorures, les nitrates et sous-nitrates, les sous-carbonates, les albuminates, les citrates, les phosphates, les carboxylates et les rares hydrures instables, les chlorures et autres halogénures… et un grand nombre de composés organométalliques de bismuth.
Les composés chimiques n'ont pas été connus à l'état relativement pur avant des périodes contemporaines récentes, à l'instar du bismuth métal pendant des siècles.
Leurs caractéristiques physico-chimiques fines sont ou seront en principe présentés dans chaque article spécifique, s'il existe, dans la rubrique chimie.

### Caractéristiques physico-chimiques du corps simple métallique
Le corps simple Bi est un semi-métal blanc argent, de réseau rhomboédrique ou de système cristallin trigonal aux reflets légèrement rosés, mauves ou rouges, à clivages faciles. Il peut être aussi gris rougeâtre. Il est fragile et cassant, de densité élevée entre 9,78 et 9,81.
Du point de vue mécanique, il s'agit bien d'un semi-métal, car fragile et cassant, en particulier à cassure lamellaire, il est facile à réduire en poudre dense. Sa pulvérisation fine engendre des vapeurs métalliques d'un bleu verdâtre.
La plupart des chimistes le considèrent néanmoins comme un métal lourd, de masse moyenne atomique avoisinant 208,980 uma, mais il faut signaler qu'il possède la plus faible conductivité électrique et thermique de tous les métaux solides. Sa conductibilité thermique est environ cinquante fois plus faible que celle de l'argent.
Son point de fusion dépasse 270 °C, il atteint précisément 271,4 °C et son point d'ébullition se situe à 1 560 °C +/- 5 °C. Le volume du corps simple bismuth solide se contracte lors de la fusion et inversement le volume s'accroît lors de la solidification ; c'est une caractéristique rare, partagée seulement par quelques corps simples comme l'antimoine Sb, le gallium Ga, le silicium Si et le germanium Ge, et quelques oxydes comme la glace H2O.
Il est aussi le plus diamagnétique des métaux, c'est un des rares solides fortement diamagnétiques. Il présente l'effet Hall le plus élevé. Ce faible absorbeur de neutron est opaque aux rayons X.
Il est fortement thermoélectrique, surtout au contact de l'antimoine.
Le bismuth chauffé fortement brûle à l’air avec une flamme bleue qui dégage des fumées jaunes d’oxyde de bismuth. Le bismuth se volatilise au rouge blanc. Il est inaltérable à l'air froid.
Le bismuth métal est insoluble dans l'eau, mais il est soluble dans l'eau régale, dans l'acide sulfurique concentré à chaud. Il est attaqué par l'acide nitrique, mais ne l'est pas par l'acide chlorhydrique même à chaud. En fait, l'attaque de l'acide chlorhydrique et de l'acide sulfurique est très lente à froid, alors que si la dissolution est rapide dans l'acide nitrique, la solution obtenue contient du nitrate de bismuth hydraté qui cristallise en gros prismes obliques à base parallélogramme, incolore et déliquescent. Mais une dilution à l'eau, puis à l'eau bouillante permet d'obtenir les sous-nitrates de bismuth. Chauffés légèrement à sec, les sous-nitrates se transforment en nitrate. La calcination du (sous)nitrate de bismuth en présence de charbon actif et de carbonate de sodium est un vieux moyen chimique ultime de purifier le bismuth préalablement raffiné autrefois par fusion avec le nitre.
Ces propriétés de solvatation de l'ion Bi3+, en réalité sous formes hydrolysées d'ion bismuthyle BiO+ ou bismuthyle solvaté Bi(OH)2+ en solution aqueuse modérément acide, explique la possibilité de synthèse cristalline, si la précaution de conserver ou pérenniser le bismuth métal dès son obtention au degré d'oxydation zéro par un revêtement protecteur est prise. En effet, la réduction par l'air du bismuth est connue depuis des siècles, à l'instar de celle du cuivre ou du plomb, à moindre évidence du cadmium. Il suffit par exemple de provoquer l'interaction ou réaction chimique entre ses dérivés sulfurés et oxydés pour obtenir du bismuth natif artificiel.
La solidification en beaux cristaux rhomboédriques, mis à nu en décantant la masse avant que la solidification soit complète, présente des points communs avec celle de cristaux de soufre. Sur les cristaux artificiels, une pellicule irisée d'oxyde de bismuth apporte un bel effet.

#### Cristaux de bismuth

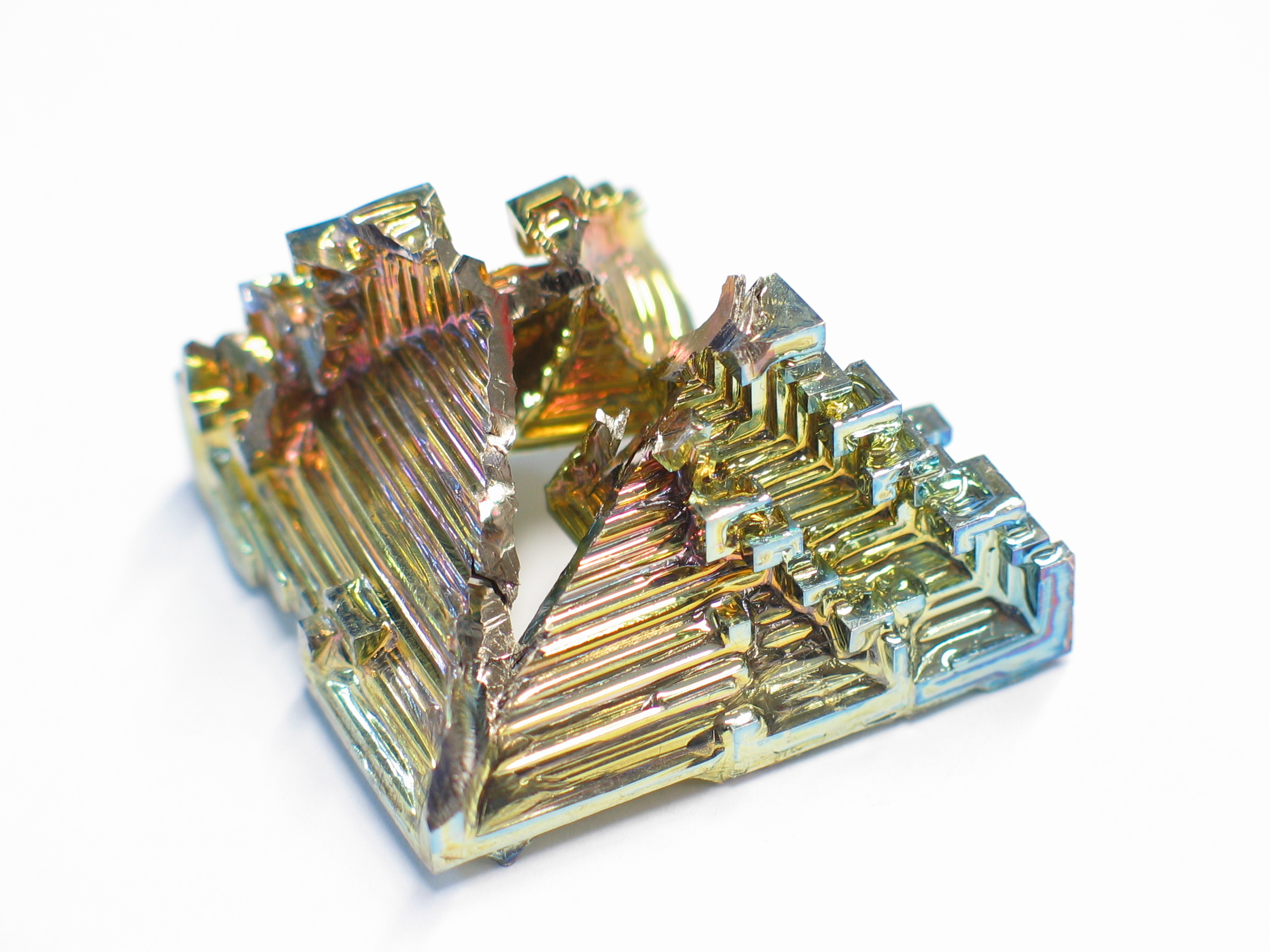
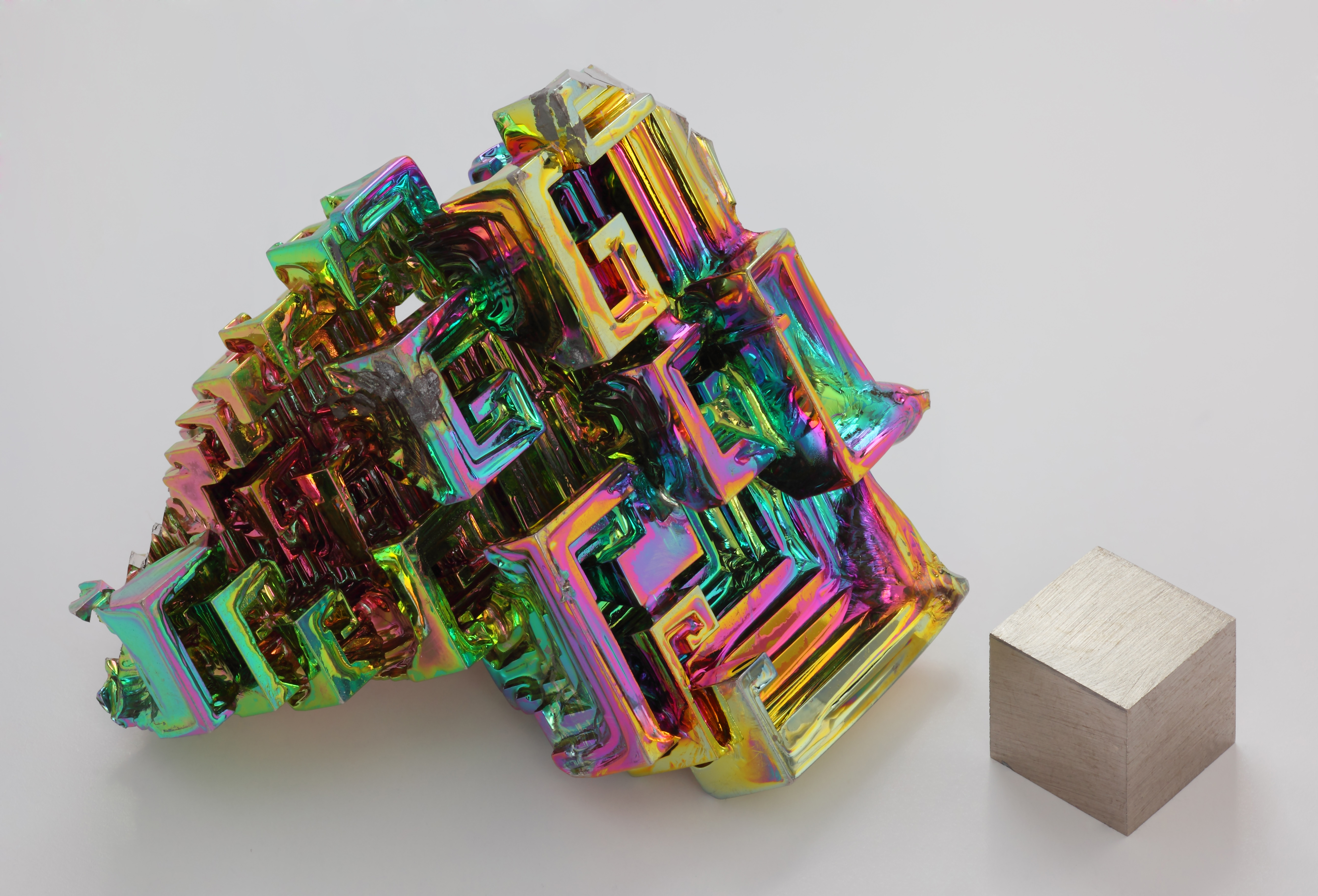
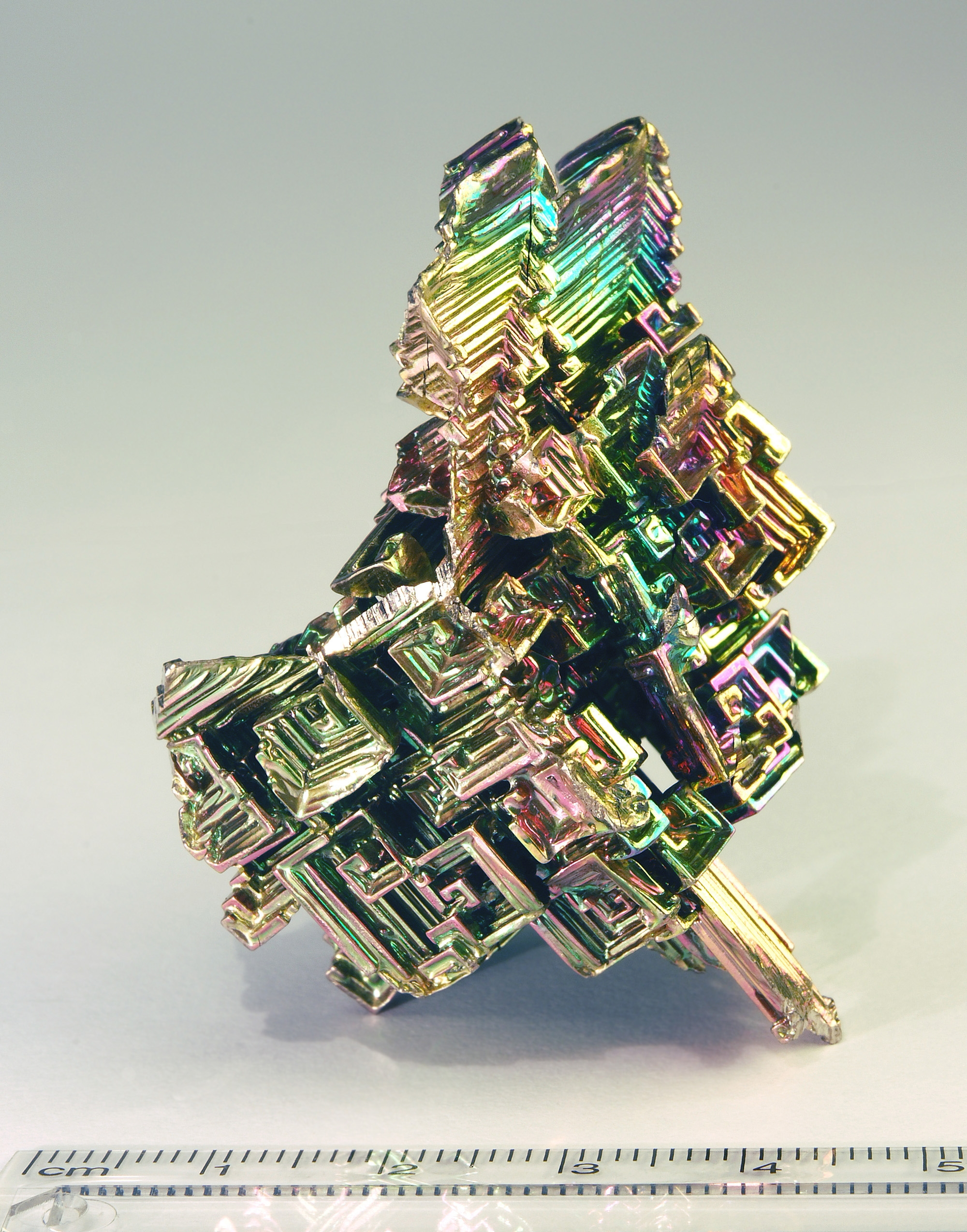

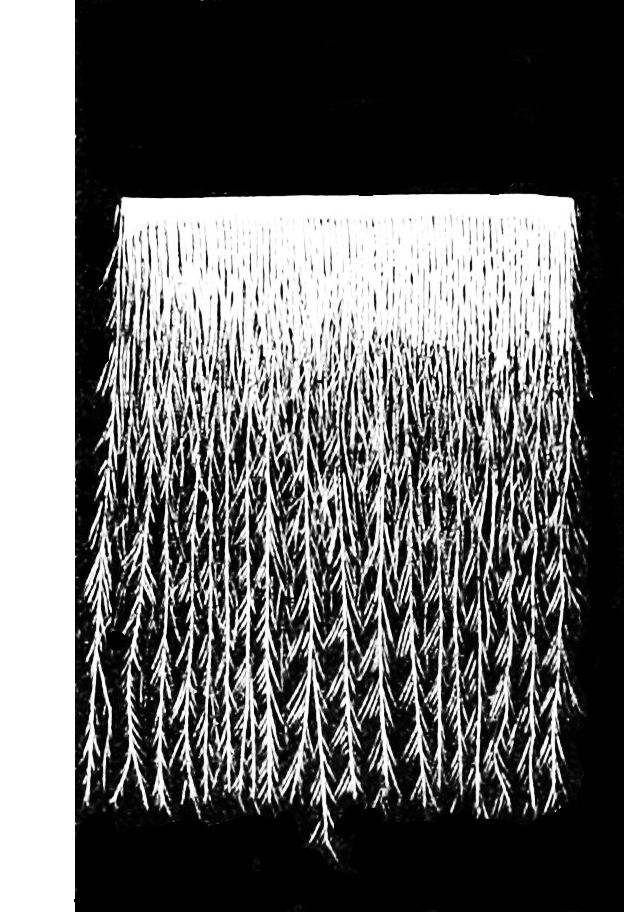
Bismuth cristallisé artificiellement en barbe de plumes ou en dendrites, correspondant au Federwismut ou dentritischer Wismut des anciens mineurs saxons.

|  |  |  |  |

#### Caractéristiques physiques du corps simple métallique
Conductivité :
- le bismuth est le second métal plus mauvais conducteur de la chaleur après le mercure[9] ;
- sa résistance électrique (inversement corrélée à la conduction thermique) est ainsi très élevée (pour un métal). De plus, elle augmente fortement avec un champ magnétique, il a le plus important effet Hall de tous les métaux. C'est aussi le métal le plus diamagnétique[9] ;
- en 2017 la supraconductivité de monocristaux de bismuth a été mise en évidence en dessous de 0,53 mK à pression ambiante, avec un champ magnétique critique estimé à 5,2 mT à 0 K[30]. La supraconductivité du bismuth ne peut pas être expliquée par la théorie BCS parce que l'approximation adiabatique ne lui est pas applicable, et pose le problème de la supraconductivité des matériaux à faible densité de porteurs et structure de bandes particulière.

Le bismuth possède la particularité (qu'il partage avec l'eau, le sodium, l'antimoine, le gallium, le germanium, l'argent et le plutonium) d'être plus dense à l'état liquide qu'à l'état solide :
- densité à l'état liquide > 9,8 ;
- densité à l'état solide = 9,780 (cf. tableau des propriétés, ci-contre) ;
- l'alliage plomb-bismuth a ainsi une densité du solide quasiment égale à celle du liquide à la solidification (ou liquéfaction).

La capacité calorifique du bismuth solide s'écrit : Cp =  0,1077 + 5,2055 × 10−5 T, avec :
- T en K ;
- Cp en kJ/(kg⋅K).

| Température (°C) | Masse volumique ρ (kg/m3) | Viscosité dynamique μ (10−3 kg/(m⋅s)) | Conductivité thermique λ (W/(m⋅K)) | Capacité calorifique à pression constante Cp (kJ/(kg⋅K)) | Commentaire |
| ---------------- | ------------------------- | ------------------------------------- | ---------------------------------- | -------------------------------------------------------- | ----------- |
| −173,15          |                           |                                       |                                    | 0,1088                                                   | solide      |
| 0                | 9 790                     |                                       | 7,87 (8,22)                        | 0,122 (0,1219)                                           | solide      |
| 25               |                           |                                       | 7,92 (8,4)                         | 0,1232 (0,1255)                                          | solide      |
| 100              |                           |                                       | 7,22                               | 0,1271                                                   | solide      |
| 285              |                           | 1,61                                  |                                    | 0,1522                                                   | liquide     |
| 300              | 10 030                    |                                       |                                    | 0,1522                                                   | liquide     |
| 304              |                           | 1,662                                 | 8,22                               | 0,1522                                                   | liquide     |
| 365              |                           | 1,46                                  |                                    |                                                          | liquide     |
| 400              | 9 884                     |                                       |                                    |                                                          | liquide     |
| 451              |                           | 1,28                                  |                                    |                                                          | liquide     |
| 500              | 9 846,67                  |                                       |                                    |                                                          | liquide     |
| 600              | 9 638                     | 0,998                                 |                                    |                                                          | liquide     |
| 800              | 9 423,33                  |                                       |                                    |                                                          | liquide     |
| 1 000            | 9 150                     |                                       |                                    |                                                          | liquide     |
| 1 726,85         |                           |                                       |                                    | 0,1506                                                   | liquide     |

#### Formes du bismuth métal commercialisé
Il existe une grande variété de mises en forme métallique : plombs de chasse ou de pêche, billes, billettes, boules, balles, globules, pastilles, nodules, perles, rondelles, cylindres, tubes, anneaux, lames, lingots, bâtons, disques, disquettes, bandes, bobines, barres, barrettes, brides, plaques, plaquettes, galettes, tranches, rubans, feuilles, grains, flocons, fil, aiguilles, granulés, copeaux, jetons, pièces, piécettes, petits et gros morceaux, bloc, bobines, bosse, tôle, matière concentré, micro-feuilles, microlames, poudre, poussière, etc. parmi d'autres pièces et échantillons de formes précises.

### Alliages
Les alliages à base de Bi, Pb, Sn et encore Cd sont réputés depuis plus d'un siècle et demi pour leur fusibilité et leur masse volumique variable en fonction de la température. Bi2Sn2Pb fond vers 94 °C, il se dilate de 0 °C à 35 °C, se contracte jusqu'à 55 °C à un volume plus faible qu'à 0 °C, avant de se dilater à nouveau de 55 °C jusqu'à la fusion.
Un alliage de Newton fondant aux alentours de 94,5 °C était autrefois défini par 8 parties massique de Bi, 5 de plomb Pb et 5 d'étain Sn. Un alliage de Darcet fondant vers 93 °C l'était par 2 de Bi, une de Pb et une de Sn. Un alliage de Wood fondant vers 65 °C par 7 parties de Bi, 2 de Pb, 2 de Sn, et 2 de cadmium Cd.
L'élément est cité dans l'alliage par ordre d'importance massique.
- AlBi
- BiSb
- BiCd
- BiIn, BiInCd, BiInPbSn, BiInSn
- BiPb, BiPbCd, BiPbCdIn, BiPbCdInSn, BiPbCdSn, BiPbIn, BiPbInSn, BiPbSn, BiPbSnInCd, BiPbSnIn, BiPbSnCd, BiPbSnAg
- BiTe en particule ou en poudre
- BiSn, BiSn à l'eutectique (morceau), BiSnCd, BiSnInPb, BiSnAg
- InBi (composé fixe), InBi, InBiCd, InBiCdSn, InBiSn
- PbBiSnCd
- SnBiCuAg, SnBiZn
- SnInAgBiCu
- SnPbAgBi en particule ou en poudre
- SnAgBiCu
- Métal de Wood en bâton

### Présentation des corps chimiques composés comprenant du bismuth

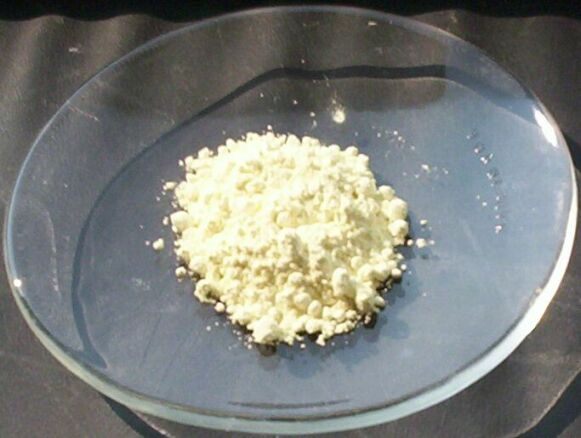
Poudre de sesquioxyde de bismuth.

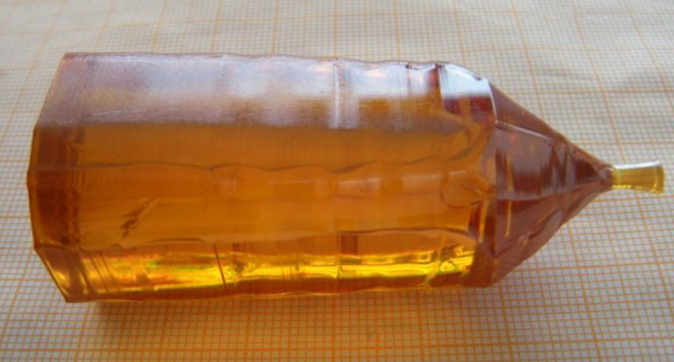
Cristal d'oxyde de silicium et de bismuth.

Un des arguments chimiques pour le statut de métal du bismuth est la propriété basique de Bi2O3, ainsi que le caractère plus basique de Bi2S3 que le sulfure d'arsenic ou d'antimoine. Avec ces derniers, les composés les plus souvent mentionnés dans un cours de chimie sont la bismuthine BiH3 et le tellurure de bismuth Bi2Te3 semi-conducteur en chimie minérale, le sous-gallate C7H5BiO6 et le sous-salicylate de bismuth C7H5BiO4 pour la chimie organique.
La grande majorité des composés de bismuth possède l’étrange particularité de ne jamais être solubles dans l’eau pure. Du fait de l'existence du composé ionique BiO+ signalée plus haut en milieu aqueux, les différents nitrates, sulfates et chlorures de bismuth ne sont précisément solubles que dans de l’eau acidifiée. Mis simplement ou chauffés dans l’eau pure, ils se décomposent et laissent un dépôt blanc amorphe contenant de l’hydroxyde de bismuth Bi(OH)3, qui, en perdant une partie de son eau, donne de l'hydroxyde de bismuthyle BiO(OH). Ce dépôt possède un pouvoir couvrant remarquable, connu dès les temps médiévaux d’où son emploi en peinture sous l'appellation de « blanc d’Espagne » et en cosmétique sous le nom de « blanc de fard ». Selon la légende chimiste, c'est ce dépôt blanc qui serait à l’origine de son nom, bismuth ou wismuth provenant de l'expression « weisse Masse » en allemand, soit « masse blanche ».
Les sels de bismuth sont en général incolores, la couleur éventuelle étant le fait de l'anion et d'autres ions associés. Ils sont décomposables par l'eau. Rappelons qu'avec l'acide sulfurique, il se forme un précipité noir, insoluble dans les sulfures alcalins, et qu'avec les alcalis, il se forme également un précipité blanc, qui devient insoluble en présence d'un excès d'alcalis.
Leur mise en contact de fer ou de zinc à l'état métallique libère le métal bismuth par simple réaction d'oxydoréduction. La formation de bismuthine, corps gazeux instable, ne peut être obtenu qu'en très petite quantité ou à l'état de traces, encore faut-il procéder avec un mélange de métal magnésium (divisé) et d'acide fort. Le dépôt du test de Marsh est très délicat à réaliser, voire impossible.
L'addition de phosphates solubles aux sels de bismuth donne un précipité insoluble dans l'acide nitrique étendu. Cela a permis au chimiste Chancel de proposer un dosage de l'acide phosphorique.
Le corps simple bismuth métal peut être dosé en le transformant préalablement à l'état de chromate et d'oxychlorure.
Le couple Bi(V)/Bi(III) se révèle un oxydant très puissant, très supérieur au couple de l'oxygène natif, O2/O2− ou gaz dioxygène / oxyde formé.
Les corps composés les plus connus sont :
- sulfures

sulfure de bismuth(III) Bi2S3 ou bismuthinite
sulfure double d'iridium et bismuth ou le minéral naturel changchengite
sulfosel (Ag,Cu)3 (Bi,Pb)7 S12 ou benjaminite
sulfotellurure de bismuth Bi2Te2S ou tétradymite
sulfoséléniure de bismuth Bi2(Se,S)3 ou paraguanajuatite
- séléniures

séléniure de bismuth Bi2Se3 connu avec le minéral naturel guanajuatite
séléniure de palladium et de bismuth PdBiSe ou padmaïte
- tellurures

tellurure de bismuth Bi2Te3 semi-conducteur
tellurure d'antimoine et de bismuth BiSbTe en granules, poudres ou morceaux, parfois Bi0.55Sb1.5Te3 en billes, semi-conducteur
tellurure double de platine et bismuth ou maslovite, minéral naturel
tellurure de palladium, platine et bismuth, ou michenerite
- oxydes

sesquioxyde de bismuth(III) Bi2O3 et ses trois variétés allotropiques, oxydes basiques. Bi2O3α correspond en minéralogie à la bismite monoclinique pseudo-orthorhombique, Bi2O3β à la sphaérobismoïte ou bismuthosphérite tétragonale à structure de fluorine.
penta-oxyde instable Bi2O5, et quasi inconnu sous cette forme, mais plutôt de structure NaBiO3 ou Bi2O5.Na2O, solide brun très fortement oxydant obtenu dans la soude, et insoluble dans l'eau, nommé bismuthate de sodium
- oxydes complexes

ferrite de bismuth
germanate de bismuth
oxydes multiples Bi1.6Pb0.4Sr1.6Ca2.0Cu2.8O9.2+x ou Bi2Sr2CaCu2O8+x
- peroxydes

peroxyde de bismuth(IV) Bi2O4
- hydroxydes

Bi(OH)3 légèrement amphotère, à hydrolyse facile
- oxyhalogénures

BiOCl insoluble ou blanc de perle,
BiOCl.H2O
oxybromure de bismuth BiOBr
oxyiodure BiOI

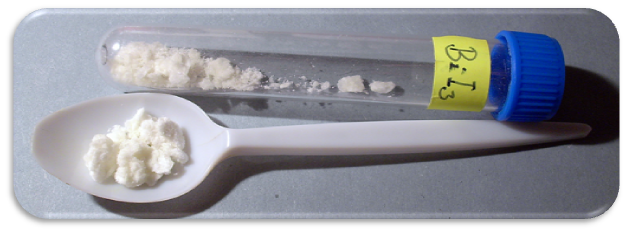
Iodure de bismuth.

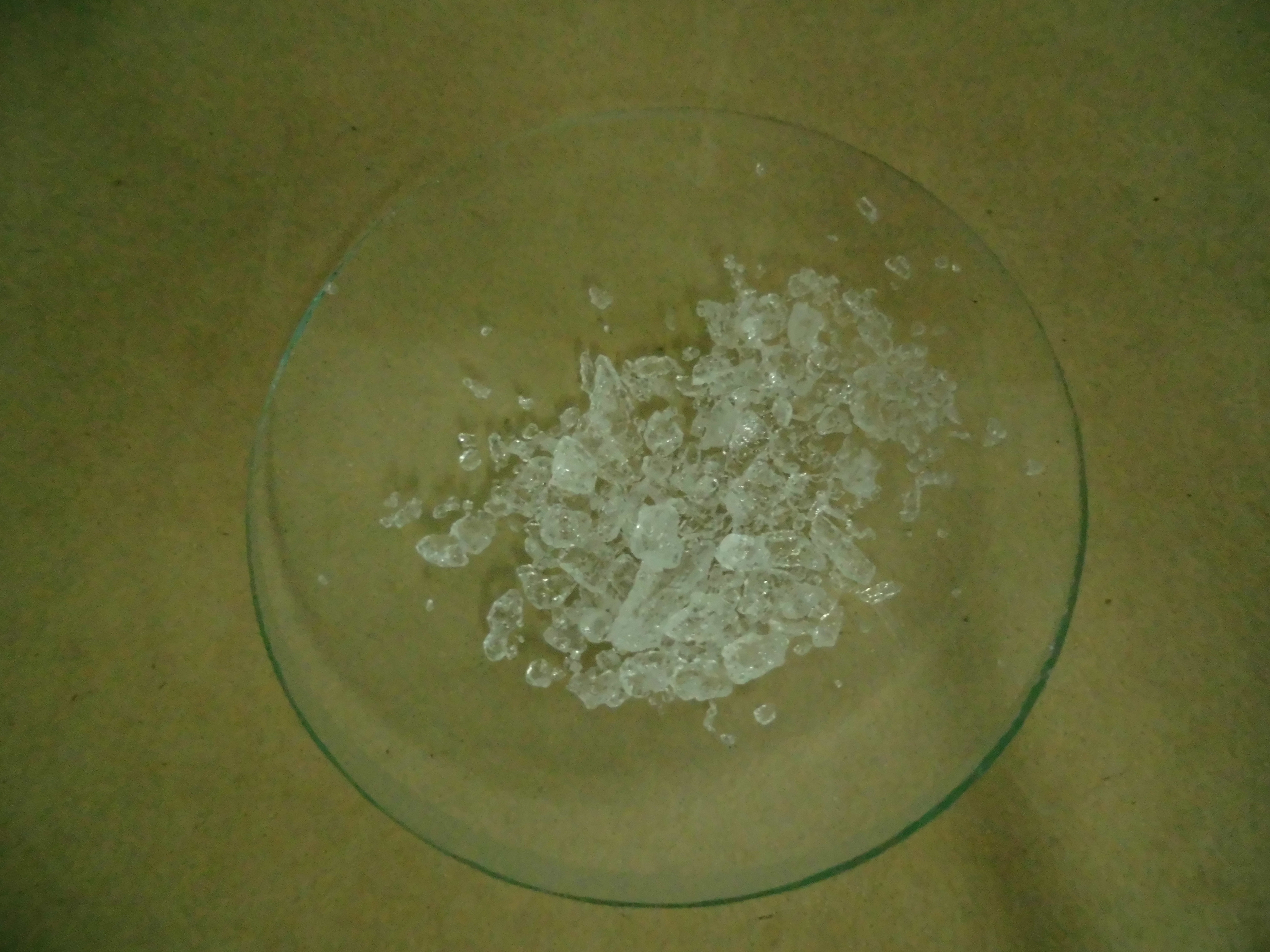
Nitrate de bismuth pentahydraté.

- fluorures, chlorures, bromures et iodures

BiF3 à structure ionique
BiCl3 (acide de Lewis)
BiBr3
iodure de bismuth BiI3 semi-conducteur
BiF5
- borates

borate de bismuth BiBO3
- carbonates et sous-carbonates

carbonate de bismuth Bi2(CO3)3
sous-carbonate de bismuth Bi2(CO2)O2 ou (BiO)2CO3 correspondant au minéral naturel bismutite

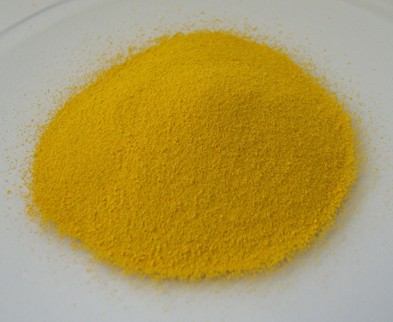
Vanadate de bismuth.

Bi2O3(CO2). H2O
- sulfates

Bi2(SO4)3
- nitrates

Bi(NO3)3
Bi(NO3)3.3H2O
Bi(NO3)3.5H2O
- sous-nitrates

oxynitrate de bismuth(III) BiONO3
BiONO3.H2O insoluble dans l'eau
sous-nitrate de bismuth(IV) Bi5O(OH)9(NO3)4
- phosphates

BiPO4
monophosphate AxB12−2xBi4 + x(PO4)12  avec 0 ⩽ x ⩽ 6, A et B métal alcalin, métal alcalinoterreux…
- stannates

stannate de bismuth Bi2(SnO4)3
pentahydrate Bi2O3(SnO2)3. 5H2O
stannate anhydride Bi2O3(SnO2)3
Bi2O3· 2 SnO2
- arséniates

arséniate de bismuth BiAsO4
arséniate de bismuth et de cuivre, soit BiCu6(AsO4)3(OH)6•3(H2O) mieux connu sous le nom minéral de mixite
- aluminates

aluminate de bismuth Bi(AlO2)3
- chromates
- niobates

orthoniobate de bismuth(III) BiNbO4
- tantalates

orthotantalate de bismuth BiTaO4
- arséniures

arséniure de palladium et de bismuth Pd2(As,Bi) (minéral Palladobismutharsenide en anglais)
- antimoniures semi-conducteurs

antimoniure de bismuth BiSb
diantimoniure de dibismuth Bi2Sb2 semi-conducteur
- bismuthures

bismuthure d'erbium BiEr
- vanadates

vanadate de bismuth BiVO4 en trois variétés polymorphes, orthorhombique connue sous le nom minéral de pucherite ou puchérite, de dreyerite ou de clinobisvanite.
- molybdates

molybdate de bismuth Bi2(MoO4)3
Bi2MoO6
Bi2Mo2O9
- titanates semi-conducteurs

titanate de bismuth Bi4(TiO4)3
titanate de bismuth(III) Bi2Ti2O7
titanate de strontium dopé au bismuth, Bi-SrTiO3
- zirconates

BiZrO3
- tungstates

Bi2(WO4)3
- carboxylates

formiate de bismuth Bi(CHO2)3
acétate de bismuth Bi(C2H3O2)3
hexafluoroacétylacétonate de bismuth Bi(F3CCOCHCOCF3)3
néodécanoate de bismuth Bi(C10H19O2)3
citrate de bismuth(III) BiC6H5O7
sous-citrate de bismuth (en association avec des antibactériens locaux, des antiulcéreux antiacides en comprimé pelliculé ou en association avec d'autres antibiotiques antibactériens ou antibactériens systémiques et d’autres antiulcéreux antiacides en gélule).
citrate de bismuth et d'ammonium Bi(NH4)3 (C6H5O7)2
citrate de bismuth et de potassium
oxalate de bismuth Bi2(C2O4)3
gallate basique de bismuth (antihémorroïdaire en association avec l'oxyde de bismuth)
sous-gallate de bismuth C7H5BiO6
sous-gallates hydratés C7H5BiO6 • x H2O
succinate de bismuth Bi2(C4H4O4)3 (avec d'autres antibactériens antiseptiques par voie locale en suppositoire)
sous-succinate de bismuth (BiO)2(C4H4O4) (en association avec d'autres fluidifiants de sécrétions bronchiques, expectorants, antibactériens systémiques, antiseptiques, le plus souvent en suppositoire).
gluconate de bismuth (avec le nitrate, en oligothérapie par des solutés buvables, en voie orale ou sublinguale)
- salicylates et sous-salicylates

sous-salicylate de bismuth C7H5BiO4, agent actif du pepto-bismol
- butylthiolaurate de bismuth C16H33BiO4S

butyl-thiolaurate de bismuthyle
- iodobismuthite de quinine
- naphténates

bi(naphténate)2 ou dinaphténate de Bi
- sulfonates

trifluorométhanesulfonate de bismuth Bi(OSO2CF3)3 ou C3BiF9O9S3
- albuminates
- hydrures

bismuthine BiH3 instable et très souvent obtenu à l'état de trace
tri(4-ethoxyphenyl)bismuthine ou C24H27BiO3
- carbures

carbure de bismuth BiC
- composés métalliques binaires

Mg3Bi2
- composés organométalliques de bismuth

R3Bi alkyl-bismuthane
triméthyl-bismuth Bi(CH3)3 (toxique et génotoxique)
triphényl-bismuth Bi(C6H5)3
dichloritri(o-tolyl)bismuth C21H21BiCl2
bismuth tris(2,2,6,6-tetramethyl-3,5-heptanedionate) C33H57BiO6
dichloro-(4-methylphenyl)-diphenylbismuth C19H17BiCl2
dichlorotri(4-chlorophenyl)bismuth C18H12BiCl5
tris(1-methoxy-2-methyl-2-propoxy)bismuth Bi(C5H11O2)3
tris(2,2,6,6-tetramethylheptane-3,5-dionato)bismuth Bi(C11H19O2)3
- composés siliconés
- poudres nano

oxyde de bismuth, cobalt et zinc (Bi2O3)0.07(CoO)0.03(ZnO)0.90
- électrolytes solides

oxyde de bismuth stabilisé par l'oxyde d'yttrium (Bi2O3)0.75(Y2O3)0.25

### Usages (dont en substitution au plomb)
Le bismuth est un semi-métal principalement obtenu comme sous-produit de traitements de divers minerais sulfurés. En 2010 près de la moitié du bismuth produit sert comme simple additif d'alliages métalliques. Un quart serait utilisé par l'industrie chimique et pharmaceutique, la première incluant les spécialités verrières et céramiques. Le dernier quart à un tiers de la production mondiale serait utilisé en électrochimie, notamment en galvanisation, pour confectionner des alliages fusibles à basses températures ou des pare-feux de sécurité, réaliser des soudures spéciales, ou fabriquer des munitions alternatives au plomb.

Il est le constituant majoritaire de nombreux alliages à bas point de fusion tels que les alliages dits de Wood, de Rose ou de Field.

Il a aussi massivement été utilisé pour les alliages d'acier dès la fin du XIXe siècle.

#### Substitut au plomb
Le bismuth, élément de poids atomique élevé et donc dense (9,78 g/cm3) est presque aussi lourd que le plomb à volume identique (11,32 g/cm3). Ceci lui confère presque les mêmes qualités balistiques et de pondération ou d'absorption de certains rayonnements. Bien que neurotoxique, plus rare et plus coûteux que le plomb, il est significativement moins toxique que ce dernier. Il a donc été proposé, puis utilisé par un nombre croissant d'industriels comme substitut au plomb qui commence à être interdit par diverses législations dans le monde : 
- pour des agrès (platines) de pêche (alors moins toxiques quand ils sont avalés par des oiseaux ou perdus dans l'environnement) ;
- pour des grenaille de chasse, le bismuth en alliage, bien moins toxique que le plomb (mais dont la biodisponibilité à partir des grenailles incrustées dans la chair était inconnue, et se fragmentant facilement à l'impact, et source possible de contamination de la viande et du consommateur[18]) remplace le plomb dans certaines munitions de chasse antérieurement faites d'un alliage de plomb généralement durci à 8 % d'arsenic et antimoine. Les Pays-Bas, le Danemark, l'Angleterre, le pays de Galles, les États-Unis et de nombreux autres pays interdisent désormais l'utilisation de la grenaille de plomb pour la chasse, sur tout le territoire ou au moins dans les zones humides, car de très nombreux animaux (oiseaux d'eau particulièrement, et leurs prédateurs meurent ou sont chroniquement victimes de saturnisme animal. Ce saturnisme est acquis à la suite de l'ingestion directe ou indirecte de grenaille de chasse ou de ball-trap dispersée dans l'environnement par milliers de tonnes chaque année. En effet, les oiseaux avalent du plomb en croyant ingérer du grit (petits cailloux arrondis ingérés pour broyer les aliments dans le gésier). La grenaille faite d'alliage de bismuth à 5 % d'étain a des performances balistiques similaires à celles du plomb mais elle tend à se fragmenter plus facilement à l'impact, or les particules ou nanoparticules[32] de bismuth sont une source préoccupante de contamination de l'animal ou du consommateur. (Une autre solution moins chère, mais également moins performante ou nécessitant une charge de poudre augmentée, est la grenaille faite d'acier, acier doux ou fer doux, dont les grains peuvent être « bismuthés » (couverts d'une couche de bismuth qui empêche le fer de rouiller, tout en économisant le bismuth dont les ressources géologiques connues sont limitées 
Le manque de malléabilité du bismuth le rend toutefois impropre à une utilisation pour les balles de chasse au grand gibier[réf. nécessaire] ; à la suite d'un accident de chasse avec grenaille de bismuth, constatant qu'on ignorait encore le risque posé par la présence dans le muscle ou un organe de grenailles ou fragments de bismuth, une étude a été décidée (publiée en 2012)[33]. Elle a porté sur les effets de l'inoculation de fragments de bismuth dans le muscles des membres d'un groupe de rats de laboratoire. Du bismuth moléculaire a rapidement été retrouvé dans l'urine et le sang de ces animaux[33]. La bio-imagerie a donné des informations sur la distribution du métal diffusant dans le tissu, montrant une légère diffusion du bismuth dans la chair autour de l'implant, en un motif non symétrique (mais il y est difficile de différencier la diffusion réelle, et un étalement résultant de la coupe du tissu pour l'imagerie[33]. Une accumulation de zinc a été constatée autour de l’implant ; elle a été interprétée comme un marqueur de l’inflammation induite par l'implant[33].
- pour d'autres types de munitions (dont balles dites vertes, non-létales, anti-émeutes ou « destiné l'entraînement, à l'impact ponctuel ou à la distraction suspecte »[34]) ;
- pour fabriquer des écrans de protection du corps humain contre les rayons X, en latex imprégné de bismuth. Ces écrans sont utilisés lors des examens médicaux, tels que les tomodensitomètres, principalement car le bismuth est moins toxique que le plomb[35] ;
- pour la production de soudures à bas point de fusion : la directive européenne sur la limitation de l'utilisation de substances dangereuses (RoHS), pour faciliter la réduction des usages du plomb, a élargi l'utilisation du bismuth dans les composants électroniques en tant que composant de soudures à bas point de fusion, en remplacement des soudures traditionnelles au plomb-plomb[36]. Sa moindre toxicité le rend préférable notamment pour les soudures d'équipements de traitement des aliments et de conduites d'eau en cuivre, bien qu'elle puisse également être utilisée dans d'autres applications, notamment dans l'industrie automobile, dans l'UE par exemple[37].
- Le bismuth a été évalué comme solution de rechange au plomb dans les cuivres à usinage libre utilisés en plomberie[38], bien qu'il ne soit pas à la hauteur des performances des aciers au plomb[37].

#### Bismuth métal et moulage
Ce semi-métal dense et fondant assez facilement est apprécié pour fabriquer certains moules de moulage de précision sous pression (pour fabriquer des modèles réduits, comme des « petites voitures de collection » à finition soignée, ou des éléments de maquettisme, par exemple).

Le bismuth sert aussi de matière métal à mouler.

#### Alliages multi-fonctions
À l'eutectique des alliages à bas point de fusion, soit à 48 % de bismuth en masse, on obtient essentiellement des alliages qui se contractent, et à plus de 55 %, des alliages qui se dilatent. Un des premiers usages de ceux-ci est la soudure avec un matériel réduit au minimum. L'alliage au plomb type 44 % en masse de Pb et 56 % en Bi dont le point de fusion équivaut à 125 °C permet de réaliser des soudures à froid.
En électronique, allié avec l'étain (Sn42Bi58), il est utilisé comme soudure (brasure) sans plomb (RoHS) à bas point de fusion.

L'alliage d'Arcet ou alliage de Darcet soit 49,2 % de Bi, 32,2 % Pb, 18,4 % de Sn fond avant 97 °C.

Un métal de Wood soit grossièrement 50 % de Bi, 25 % Pb, 12,5 % de Cd et de Sn fond dans l'eau chaude à environ 70 °C.

Les alliages de Wood, de Rose ou de Field font d'excellents fusibles en électricité : on utilise fréquemment comme fil fusible, un alliage de bismuth et d'étain (40 % / 60 %), à très bas point de fusion.

L'alliage de Wood et celui de Newton servent également à la radioprotection.
En plomberie, l'utilisation du bismuth, en substitution au plomb pour les assemblages techniques, est à l'étude. Ces alliages sont parfois utilisés en tuyautage et pour souder.
Ce sont en conséquence des fusibles adaptés à la protection incendie ou à l'alarme thermique (thermo-alarmes) : ces alliages peuvent jouer le rôle de coupe-circuits électriques, de vannes de sécurité anti-incendie, par exemple en déclenchant une chute de colonne d'eau en présence de fumées chaudes ou de vapeurs. Dans les installations d'extinction automatique à eau, souvent communément appelées « sprinkler », on utilise parfois comme obturateur un mélange quasi eutectique très fusible qui fond à 47 °C. Il est très proche d'un alliage utilisé comme joint verre-métal à base de bismuth (49,2 %), plomb (22 %), zinc Zn (18 %), étain Sn (8 %), calcium Ca (5 %), mercure Hg (4 %) et qui fond à 45 °C.

Ainsi les têtes arroseuses de sprinklers ou les prises de sûreté pour cylindres de gaz comprimés sont en alliages de bismuth.
Ces alliages avec Mn ont permis de mettre au point des aimants permanents à champ coercitif élevé. Notez que l'on peut utiliser également l'oxyde de bismuth pour les aimants.
Le bismuth est présent dans les éléments thermo-électriques, sous forme de semi-conducteurs à propriétés thermoélectriques tels que Bi2Te3 et avec l'antimoine, Bi1–xSbx. Il permet la conception de thermocouples.

#### Industrie verrière, céramique et chimique
Ces industries l'utilisent beaucoup, surtout sous forme d'oxydes :  
- le verre et la céramique intègrent de l'oxynitrate ou sous-nitrate de bismuth, BiONO3 comme pigment blanc, alors que l'orthovanadate de bismuth BiVO4 donne un pigment vert-jaune ;
- l'émaillage utilise le borosilicate de bismuth ;
- les verres optiques (flint glass) utilisent le phosphate de bismuth ;
- l'industrie des peintures utilise le carboxylate de bismuth comme siccatif moins toxique que le plomb, et surtout divers oxydes comme pigment : l'oxyde Bi2O3 (jaune, que l'on remarque sur les grues jaunes de chantier) ; L'oxychlorure BiOCl (blanc, notamment employé pour fabriquer des perles artificielles) ;
- la pyrotechnie utilise aussi du bismuth, dont sous forme de TPB (triphényl-bismuth) (CAS 603-33-8) et de TEPB (tris (ethoxyphényl) bismuth) (CAS 90591-48-3), classés dans divers pays comme matériel de guerre dont l'export est interdit ou soumis à autorisation[39] ;
- l'industrie chimique et des fibres artificielles, l'utilisent comme catalyseur pour produire des fibres acryliques et divers polymères, le BiCl3 catalyse efficacement diverses réaction chimique. Le bismuth intervient aussi comme ignifugeant et retardateur de flamme (de papiers peints ou polymères) ;
- l'industrie du caoutchouc utilise le sesquioxyde de bismuth Bi2O3 comme catalyseur de la vulcanisation ;
- l'industrie nucléaire a utilisé l'hydroxyde de bismuth, à l'instar du phosphate de bismuth, comme réactif de séparation du plutonium de l'uranium irradié, dans le procédé au phosphate de bismuth.
- l'industrie des semi-conducteurs utilise des hydrures de bismuth (bien qu'instables, volatils et réactifs) pour préparer des semi-conducteurs au germanium et au soufre.
- l'industrie des pesticides utilise du bismuth dans la composition de certains fongicides[14] (le bismuth non biodégradable, devient alors un contaminant de l'environnement).

#### Médecine, parapharmacie, soins du corps
Certains de ses dérivés (comme les sous-nitrates et les sous-carbonates) ont été employés durant plusieurs siècles par la pharmacopée traditionnelle (en pharmacie galénique, voire en parapharmacie). Ainsi le nitrate de bismuth basique, Bi(OH)2NO3, sous le nom de « magisterium bismuti » (magistère de bismuth), se présentant comme dépôt insoluble à propriétés antiseptiques, était autrefois utilisé comme pansement gastrique. Il était prescrit sous des formes variées, notamment par voie orale, contre l'ulcère gastro-duodénal et dans diverses indications digestives : diarrhée, constipation, colites, entérites. On le considérait comme calmant ces troubles digestifs, et antiseptique pour les blessures et infections cutanées, voire comme utile contre la syphilis, ainsi que pour enduire les pansements pour brûlure, en dermatologie.
Le bismuth médical devait être chimiquement pur, ce qui était difficile alors que son minerai est généralement très contaminé par l'arsenic, le tellure, l'argent ou le plomb (hautement toxiques).
Puis ses effets neurotoxiques secondaires ont été mis en évidence, et le bismuth sous forme soluble dans l'eau ou insoluble dans l'eau en posologie excessive a été interdit en France, après de nombreux problèmes d'intoxication médicamenteuse grave, et notamment après le constat inquiétant de métabolisation du bismuth et de l'occurrence d'encéphalopathies graves induites par des prescriptions thérapeutiques.
Des dérivés bismuthiques issus de sa chimie organique font néanmoins toujours partie de la pharmacie médicamenteuse, mais à très faibles doses et sous forme de produits purs et insolubles dans l'eau. Les sels insolubles (à absorption digestive limitée) constituent encore de remarquables pansements : parmi eux, les nitrates et carbonates basiques de bismuth, à fort pouvoir couvrant, montrent des propriétés antiacides et antiseptiques, réduisant drastiquement les fermentations. Ces couches salines en se divisant permettent une forte adsorption chalcophile, le bismuth fixant facilement les gaz soufrés en se minéralisant en sulfure de bismuth Bi2S3 qui colore alors les fèces en noir. Remarque : le bismuth étant opaque aux rayons X, il faut suspendre ce type de pansement avant une exploration radiologique du tube digestif qui nécessite la progression de substances de contraste spécifiques.

Il est encore utilisé dans les traitements de la leucémie. Et certains oligothérapeutes le recommandent encore à dose faible pour combattre des infections virales répétées, perpétuant le plus souvent des réactions inflammatoires douloureuses, tels certains maux de gorge décrits en laryngite ou pharyngite.
Sa toxicité intrinsèque en fait l'un des biocides naturels connus : il a été utilisé dans certains désinfectants (sous forme de sesquioxyde de bismuth), mais comme le mercure, en raison de ses effets secondaires et de son caractère non dégradable, il a été remplacé par des produits moins toxiques, moins écotoxiques et/ou plus dégradables. Son action biocide envers les micro-organismes intestinaux vecteurs de maladie ou les développements viraux justifie le (sous)succinate de bismuth en thérapeutique par voie rectale (suppositoire) contre les angines, ou par voie parentérale contre la syphilis. Certaines (inter)cures d'antibiothérapie font encore appel à des dérivés liposolubles (ex : butyl-thiolaurate de bismuthyle ou iodobismuthite de quinine ; par injections musculaires à dates programmées). Il a été récemment (2005) montré que le Bismuth subsalicylate (BSS, matière active du médicament Pepto-Bismol) réputé insoluble devient soluble quand il interagit avec des jus de fruits, l'acide ascorbique, ou des substrats contenant des thiols ; et il présente alors une toxicité accrue contre Clostridium difficile ; on a cherché à doper cette efficacité contre le clostridium.
En cosmétique, les rouges à lèvres ou des laques pour ongles contiennent une charge d'oxychlorure de bismuth (BiOCl) et/ou d'oxynitrate de bismuth (BiONO3) qui leur donnent une brillance nacrée. L'oxychlorure de bismuth donne aussi un aspect nacré à des « ombres à paupières ».

Du citrate de bismuth (à 0,2 %) est utilisé dans une lotion de repigmentation des cheveux. Les ions de bismuth réagissent en effet avec la fibroprotéine du cheveu (kératine) par l'intermédiaire du soufre également contenu dans cette lotion.

Certains pays n'appliquant pas le principe de précaution reconnu en 1974 en France, acceptent encore des dérivés de bismuth dans la composition de déodorants.

### Recyclabilité
Son coût, sa rareté relative, son utilité comme catalyseur et sa toxicité justifient qu'il soit mieux recyclé, mais beaucoup de ses usages sont dispersifs (peintures, munitions, fibres, additifs, pesticide, ce qui rend très difficile sa récupération).

Le recyclage du bismuth métal ne se conçoit aujourd'hui qu'avec des alliages à forte teneur connue dénommé en franglais scraps d'alliage.

### Commerce
Le plus grand producteur mondial de bismuth est devenu la Chine (plus de 60 % du marché dans les années 2010). ce pays serait également propriétaire d'environ trois-quarts des quelque 340  à   350 mille tonnes de réserves reconnues et exploitables facilement, estimée à quarante années d'usage à un rythme de consommation stable de 9 000 tonnes/an.
La France est nette importatrice de bismuth (selon les douanes françaises, en 2014). Le prix moyen à la tonne à l'import était de 17 000 €.
Avant les années 2010, le prix de 100 g de bismuth très pur avoisinait 40 dollars US. Acheté en masse et conditionné à un degré moins pur, le kilogramme de bismuth pouvait se réduire entre 20  et   30 dollars US, atteignant parfois une dizaine de dollars US.

## Toxicité environnementale
Son écotoxicité est au moins pour partie connue. Celle de ses isotopes l'est moins, mais l'IRSN a produit une fiche pédagogique sur le bismuth 210.
Le métal Bi est réputé être le moins toxique des métaux lourds, ou en tous cas, celui dont les effets sont chez l'Homme les plus rapidement réversibles, mais sa toxicité humaine, et plus encore environnementale a été peu étudiée, notamment pour ses formes organométalliques et/ou inhalables (volatiles, méthylbismuth notamment).
Von Recklinghausen et ses collègues ont récemment (2008) montré par des expériences in vitro que comme pour le mercure, le bismuth s'avère beaucoup plus bioassimilable, et toxique pour au moins trois types importants de cellules humaines (érythrocytes, lymphocytes et hépatocytes) quand il est présent sous forme méthylée (triméthyl-bismuth Bi(CH3)3) , : sous cette forme après 1h ou 24 h, ce sont les érythrocytes et les lymphocytes qui en absorbent largement le plus, et le bismuth montre alors aussi des effets toxiques, et notamment génotoxiques (absents quand le bismuth est uniquement présent sous forme de citrate ou de glutathion. Or, comme le mercure, le bismuth est facilement méthylé dans les sédiments peu oxygénés par des bactéries du groupe des methanobacteria/methanoarchaea. D'autres études antérieures avaient déjà montré que le bismuth peut aussi être méthylé par une partie de la flore intestinale du côlon humain, (la variété des microbiotes pourrait expliquer les variations individuelles d'intoxications antérieurement observées chez l'homme ou l'animal de laboratoire, sans avoir été expliquées). les auteurs ont conclu que « la biométhylation de l'ion bismuth par la flore intestinale du côlon humain peut entraîner une augmentation de la toxicité du sel de bismuth primaire. MeBi (III) peut induire des lésions chromosomiques dans les cellules humaines, mais probablement pas via la formation de dérivé réactif de l'oxygène. L'inhibition de la réparation de l'ADN et/ou une interaction directe avec l'ADN semble être le mécanisme expliquant cette toxicité ».

## Toxicité pour l'homme
Son mode d'action physiopathologique a été peu étudié, et n'est pas encore compris. Mais en 1860, plus de 100 ans avant son interdiction presque totale en France comme médicament (en 1974), Antoine Béchamp (contemporain de Pasteur, professeur à Montpellier), dans sa thèse de médecine (Préparation et les caractères du sous-nitrate de bismuth) en collaboration avec C. Saintpierre, mettait déjà en garde quant à la toxicité des sels de bismuth.
Des sels de bismuth dont le salicylate de bismuth ont été testés parentéralement aux humains contre la syphilis, avec des effets secondaires graves liés à sa toxicité (gingivostomatite avec « ligne de bismuth » — taches noires sur les gencives, haleine fétide, salivation), dégâts sur le foie, le rein, et surtout effet neurotoxiques affectant l'ensemble du système nerveux central. Il a été récemment montré (dont au microscopie électronique) que dans le rein, les cellules épithéliales tubulaires proximales intoxiquées par le bismuth meurent par nécrose et non par apoptose. La z-VAD-fmk (inhibiteur de la caspase-3) n'empêche pas la mort cellulaire induite par le bismuth des cellules NRK-52E, alors qu'il empêche l'apoptose causée par le cisplatine. Plusieurs études ont conclu que ni la dysfonction mitochondriale, ni l'induction de radicaux libres ne sont en cause dans cette forme de néphrotoxicité ; la précocité de l'induction des dommages (in vitro et in vivo) ainsi que d'autres indices (ex déplacement précoce de la N-cadhérine) laissent penser que le bismuth tue les cellules épithéliales tubulaires proximales du rein en la mort cellulaire[pas clair] en attaquant les fonctions de leur membrane.

À la différence des autres métaux lourds, les effets toxiques du bismuth semblent disparaître après quelques mois, mais ses effets sur l'embryon ou le fœtus ne semblent pas avoir été étudiés, pas plus que ses impacts sur les ouvriers qui y ont été exposés. Des études de traçage histochimique du bismuth, tant sur le modèle animal qu'à l'occasion d'autopsies de cerveaux d'humains morts intoxiqués par le bismuth ont montré que ce métalloïde passe facilement la barrière hématoencéphalique pour être ensuite notamment retrouvé dans plusieurs parties du cerveau, dont dans le sang, le cervelet et le thalamus ; l'histochimie montre qu'il s'accumule dans les neurones et les cellules gliales du néocortex, du cervelet, du thalamus et de l'hippocampe. Concernant les parois des vaisseaux sanguins, ceux du cervelet semblent en contenir le plus. À échelle ultrastructurale, le bismuth est retrouvé au sein des cellules, dans les lysosomes, et hors des cellules dans les membranes basales de certains vaisseaux. Il peut passer d'un axone à l'autre : trois jours après injection dans le triceps d'un rat, des amas de bismuth étaient observés dans les motoneurones reliant ce muscle à la moelle épinière et dans les cellules ganglionnaires de la racine dorsale la plus proche du site d'injection. En 2002 on a montré que les macrophages prélevés à la base et aux marges d'ulcères traités par du citrate de bismuth avaient accumulé  le bismuth dans leurs lysosomes. Ces accumulations entraînaient une rupture lysosomale, conduisant à la mort cellulaire par apoptose. Une autre étude a ensuite montré que cette accumulation augmente avec le temps et la dose . Dans la cellule, le bismuth est un puissant inducteur de la métallothionéine (protéine bien connue pour se lier aux métaux, dans les mécanismes de détoxication), ce qui avait déjà été montré en 1996. Il induit aussi la production de divers enzymes glycolytiques, suggérant qu'il est cause d'un stress de type « hypoxie » . La protéine 3 (Bnip3) interagissant avec 19 kDa de BCL2 / adénovirus E1B a été suggérée comme un régulateur de la mort cellulaire induite par l'hypoxie, qui pourrait être l'une des causes de la mort cellulaire induite par le bismuth.
Inhalation : Ses vapeurs sont toxiques et se dégagent à une température relativement basse. Et le bismuth méthylé est volatile à température ambiante. Ces vapeurs   exposent à une intoxication acquise par les voies respiratoires.
Ingestion : une partie du bismuth ingéré franchit la barrière gastro-intestinale, plus ou moins selon la forme du bismuth ingéré, mais aussi selon les individus.
Les chélateurs, la D-pénicillamine et son dérivé N-acétyl sont des antidotes qui se sont montrés efficaces sur la souris intoxiquée par du citrate de bismuth par voie intrapéritonéale.
Le bismuth ingéré n'est quasiment pas retrouvé dans le plasma (normalement inférieure à 1 ron 10), ce qui montre qu'il est partiellement absorbé par le tube digestif.
En dépit de mises en garde datant de plus d'un siècle, le bismuth a été avant 1974 utilisé à posologie dangereuses, voire mortelles, sans période d'interruption et sans aucune limitation de durée. Des précautions d'emploi édictées dès avant 1910 demandaient pourtant qu'en raison de sa toxicité, il soit prescrit en cures discontinues, mais laboratoires et médecins ont ensuite encouragé son usage thérapeutique, qui en 10 ans (de 1964 à 1974), avait doublé atteignant 800 t/an en France.
L'épidémiologie des effets du bismuth a progressé en France dès 1974, grâce à une vaste étude lancée par le groupe « maladies transmissibles et accidents toxiques » de l'Institut national de la santé et de la recherche médicale. Cette étude s'est basée sur 942 cas d'intoxication par du bismuth ingéré, toutes survenues en France et rapportées et décrites par la littérature médicale, et dont 72 se sont conclues par la mort du patient. Ce travail a montré que tous les sels de bismuth avaient été impliqués dans des empoisonnements graves, et que la toxicité du bismuth avait été sérieusement sous-estimée. Elle a permis d'attribuer de manière certaine à l'ingestion de bismuth médicamenteux des encéphalopathies survenant généralement en deux phases : une phase prodromique (troubles non spécifiques de type asthénie, insomnie, céphalées, perte de mémoire) précédant une phase aiguë (avec des troubles neurologiques graves rappelant les symptômes induits par d'autres métaux lourds tels que le plomb ou le mercure ; dysarthrie, ataxie, troubles de la marche, myoclonies, tremblements, désorientation, agitation, troubles de la mémoire, état confusionnel, hallucinations, convulsions).
Heureusement, l'interruption de la prise de Bismuth était suivie d'une amélioration clinique en quelques jours, avec toutefois une persistance durant quelques mois d'une partie des symptômes (asthénie, troubles de la mémoire, troubles du sommeil et/ou céphalées).
Après environ un millier de cas repérés en France et en Australie, le ministère de la santé français a finalement interdit le bismuth à haute dose dans les médicaments,. Il reste néanmoins utilisé, avec succès, dans les affections de la sphère ORL à très faibles doses (oligothérapie) et par exemple, dans certains pays, sous forme de « sous-citrate de bismuth-colloïdal » (citrate (DENOL*) et complexe citrate de bismuth-ranitidine). Ces produits sont uniquement autorisés contre l'ulcère gastroduodénal où le bismuth semble assez toxique pour tuer la bactérie Helicobacter pylori, laquelle induit généralement ce type d’ulcère et qui est particulièrement résistante. Les doses de bismuth dans ce médicament sont toutefois bien plus faibles que celles qui étaient prescrites avant 1974 et chaque phase de traitement ne peut aujourd'hui excéder un mois maximum avec, entre deux traitements, un arrêt minimal de deux mois.

## Indicateurs d'exposition (chez l'Homme)
Les classiques analyses de sang et d'urine ne mettent en évidence avec certitude que des contaminations très récentes, le bismuth sanguin est éliminé via les urines en quelques jours après fin de l'exposition, par contre comme pour le plomb, l'antimoine et l'arsenic, les cheveux en conservent des traces, tant qu'ils ne sont pas coupés.

## Histoire chimique et étymologie
Un étymon double de l'allemand « weisse Masse » « masse blanche » ou mieux « weisse matte » « matte blanche » est souvent proposé pour expliquer l'allemand das Wismuth. Dans un modeste livret destiné à l'apprenti maître-mineur intitulé Ein nützlich Bergbüchlin paru vers 1527 le nom de wismuth apparaît sous la forme wißmad ärcz c'est-à-dire de minerai de bismuth (wissmatt ou wissmad), pour signaler qu'il est fréquemment associé aux veines cobalto-argentifères. Georgius Bauer dit Agricola le décrit avec précision. il le nomme sous l'influence alchimique aussi cinereum plumbum ou plomb cendré proposant d'emblée une association intime d'un métal plus dense, qui serait le plomb, avec des cendres carbonées moins denses pour expliquer la curieuse réduction à l'air ou la réduction ipso facto du mélange des mélanges minéraux (sulfures/oxydes) en bismuth natif, d'aspect métallique.
Le métal lourd ou le bismuth natif est connu sous l'appellation bisemutum en latin médiéval et en langue alchimique, au plus tôt dès 1450 avec wismutum et au plus tard avec bisemutum vers 1530. Il est attesté par le moyen-allemand wesemut en 1390. Il est probablement une adaptation d'un terme d'origine lointaine, en réalité arabe et/ou grec, qui a pu être réalisée par traduction du livre référence De materia medica de Dioscurides à partir du IXe siècle ou par rencontres postérieures de quelques spécialistes miniers. Les formes hypothétiques peuvent être :
- b[i]sīmūtīyūn, qui serait une adaptation lettrée du grec ancien ψιμύθιον / psimýthion, « blanc de plomb » ;
- bi iṯ'mid ou bi' ’ithmid signifiant trivialement « semblable à l'antimoine », en supposant connue la similarité et la différence évidente entre bismuth natif et antimoine natif sur le site minier.

Ces deux dernières hypothèses sont les plus plausibles. Mais la tradition minière propose encore deux dernières hypothèses : la première est attachée à la dénomination du site minier Saint-Georges « in der Wiesen » à proximité du Schneeberg dans l'Erzgebirge saxon au XVe siècle pour la production de matte ou de masse de bismuth ou parfois simplement l'intense activité minière, la seconde rappelle que l'étymon wis(se)mat n'est qu'une masse ou matte blanche. Il ne faut nullement condamner ces étymologies populaires ou pseudo-savantes qui ont le mérite de rappeler une ancienne réalité minière.

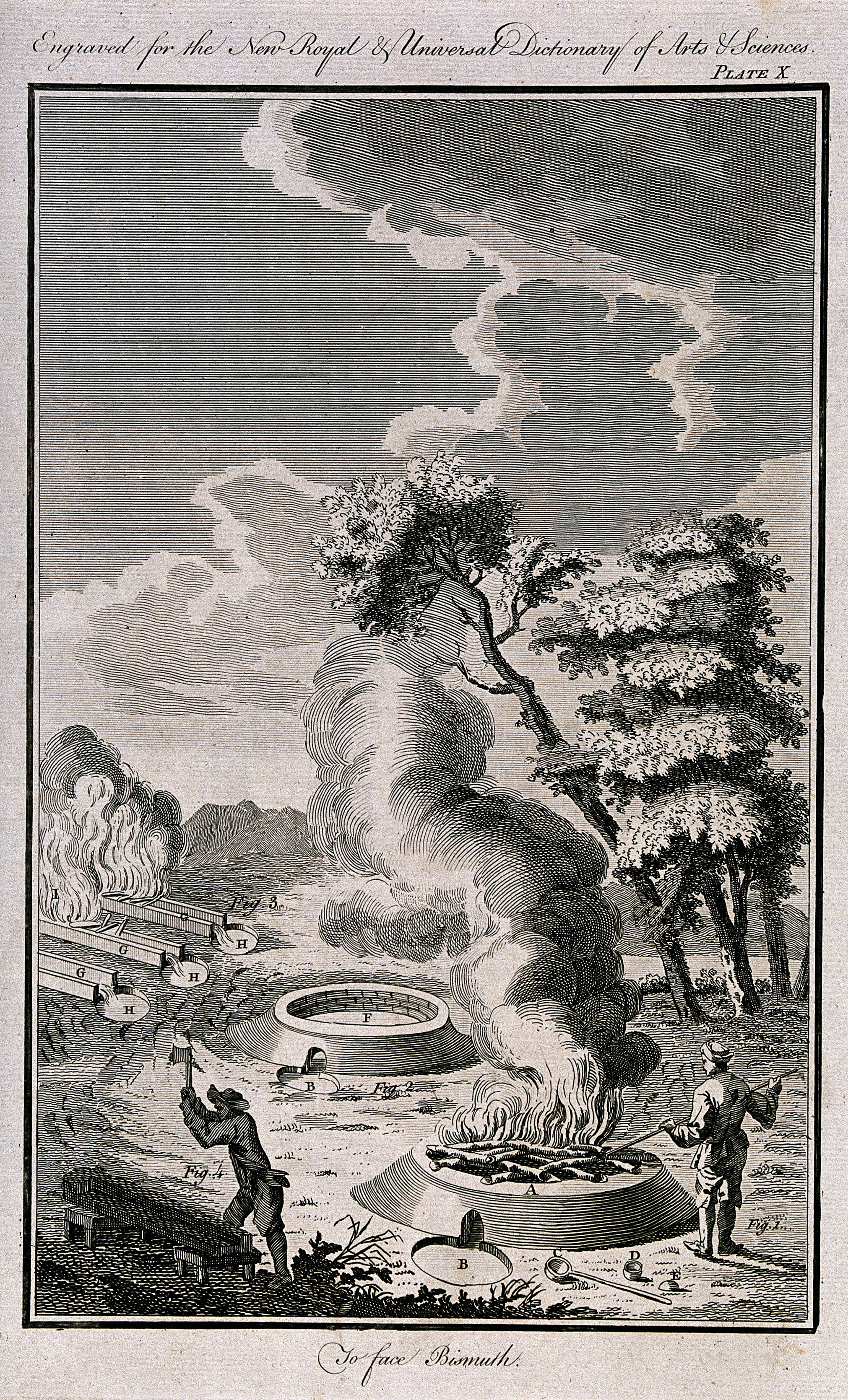
Fusion du bismuth pour la gravure.

Le bismuth est évoqué abondamment dans les écrits du pseudo-moine bénédictin Basilius Valentinus du milieu du XVe siècle, dont on suppose aujourd'hui qu'il est le pseudonyme et le faire-valoir de l'éditeur allemand Johann Thölde vivant au début du XVIIe siècle. Trop associée aux arcanes d'une alchimie symbolique, cette matière rare n'est véritablement connue que des hommes de l'art minier ou familier des techniques métallurgiques. En témoigne la diversité de ces appellations synonymes plomb cendré ou « plumbum cinearum » en latin, antimoine blanc, étain de glace ou étain gris, glaure, weisse matte, vrai démorgon, nymphe.
Selon Henri Lammens, l'arabe peut offrir comme étymologie أُثمُد (othmod) / إِثمِد (ithmid) qui signifie proprement antimoine.
Ses véritables promoteurs dans la science du siècle des Lumières restent les chimistes Jean Hellot, Claude François Geoffroy, Johann Heinrich Pott, Carl Wilhelm Scheele et Torbern Olof Bergman.
Dans les milieux autres que miniers ou techniques, de potier d'étain ou d'(al)chimistes, le bismuth a pu être parfois confondu avec l'antimoine, le plomb, le zinc ou d'autres métaux lourds. Mais c'est une facilité que les classificateurs scientifiques du siècle des Lumières ont empruntée pour mieux glorifier leurs études sérieuses.
Rappelons que le tain est à l'origine un alliage de plomb, d’étain et de bismuth réduit en feuille sur une surface miroir.
En 1830 la Saxe minière initie la première production industrielle de bismuth. Vers 1901, le débismuthage de plomb doux dans l'industrie commence à livrer une grande quantité de bismuth en sous-produit. L'essor des alliages contenant du bismuth est nette dès l'entre-deux-guerres et se poursuit dans les années 1950.
En 1953, la consommation médicamenteuse de bismuth en thérapeutique dépasse 150 tonnes par an. Les constats sanitaires néfastes déterminent les mesures tardives du ministère de la santé en 1974, opérant néanmoins un efficace recul du bismuth en pharmacie, à moins de 10 tonnes en 1979.
Mais, paradoxalement, l'emploi de composés du bismuth comme retardateur de flamme dans l'industrie plastique ou comme pigment dense dopent l'essor industriel du bismuth. La mise au point de munitions, en particulier de balles sophistiqués en bismuth, permet de réduire l'emploi du plomb trop polluant.